# Fire OS
Fire OS is een besturingssysteem van Amazon voor zijn mobiele apparaten, zoals de Fire Phone, Fire-serie tabletcomputers, Echo en Fire TV.

## Beschrijving
Het besturingssysteem is gebaseerd op Android en is een fork (of afsplitsing) van het open source-deel van Android. De interface van Fire OS op de tabletcomputers draait vooral om het consumeren van content, en bevat een nauwgezette integratie met Amazons online winkel en diensten.
Vanaf de derde generatie Kindle Fire-tablets ging Amazon pas over op het gebruik van de naam Fire OS.

## Lijst van versies
| Jaar | Versie | Afgeleid van Android-versie |
| ---- | ------ | --------------------------- |
| 2011 | -      | 2.3.3                       |
| 2012 | -      | 4.0.3                       |
| 2013 | 3      | 4.2.2                       |
| 2014 | 4      | 4.4.2                       |
| 2014 | 4.5.1  | 4.4.3                       |
| 2016 | 5.0    | 5.1                         |
| 2018 | 6      | 7.1                         |
| 2019 | 7      | 9                           |